# 石田美奈子
石田 美奈子（いしだ みなこ、1986年12月17日 - ）は、日本の女性ファッションモデルである。新潟県三条市(旧栄町)出身。エクセルヒューマンエイジェンシー・excel Five事業部所属。

## 人物
- 原宿で雑誌のスナップに声をかけられたことを契機にモデルになった。[3]。
- 得意なスポーツはバスケットボール、ゴルフ。
- 尊敬するモデルは、長谷川潤、黒田エイミ、梨花。
- 弟がいる[4]。
- 舞浜にあるヒルトン東京ベイにて、ブライダルフェアーショーモデルとして活躍

## 活動内容

### 雑誌
- 『Ray』（主婦の友社）
- 『S Cawaii!』（主婦の友社）
- 『GISELe』（主婦の友社）
- 『JJ』（光文社）
- 『ViVi』（講談社）
- 『MORE』（集英社）
- 『non-no』（集英社）
- 『MEN'S NON-NO』（集英社）
- 『CanCam』（小学館）
- 『AneCan』（小学館）
- 『Steady.』（宝島社）
- 『CUTiE』（宝島社）
- 『smart』（宝島社）
- 『Spring』（宝島社）
- 『Zipper』（祥伝社）
- 『ar』（主婦と生活社）
- 『PopSister』（角川春樹事務所）
- 『BLENDA』（角川春樹事務所）
- 『美人百花』（角川春樹事務所）
- 『SEDA』（日之出出版）
- 『Soup』
- 『GINGER』（幻冬舎）
- 『Oggi』（小学館）
- 『MISS』（世界文化社）
- 『JILLE』（双葉社）
- 『bea's UP』（スタンダードマガジン）
- 『CHOKi CHOKi girls』（内外出版社）
- 『USED mix』
- 『BAILA』（集英社）
- 『Lips』
- 『ELLE girl』（ハースト婦人画報社）